# Ivanovice na Hané
Ivanovice na Hané é uma cidade checa localizada na região de Morávia do Sul, distrito de Vyškov‎.